# 齐兰 (摩泽尔省)
齐兰（法語：Zilling）是法国摩泽尔省的一个市镇，属于萨尔堡区（Sarrebourg）法尔斯堡县（Phalsbourg）。该市镇总面积3.58平方公里，2009年时的人口为264人。

## 人口
齐兰人口变化图示